# 杉浦里穂
杉浦 里穂（すぎうら りほ、1992年2月3日 - ）は、日本の女性ファッションモデル、アイドル。血液型O型。スペースクラフト所属。愛知県半田市出身。

## 略歴
- 2001年12月16日、バンダイ「Jeweldrop おしゃれコンテスト」グランプリを獲得。
- 2004年3月28日、『ラブベリー』の第3回読者オーディション準グランプリを獲得。
- 2007年3月3日、『キャナァーリ倶楽部』「CAN'S班」のメンバーとして、でインディーズデビュー。
- キャナァーリ倶楽部での愛称は、「りっぽん」であるが、デビュー当初「おすぎ」だった。
- 2009年1月12日、『キャナァーリ倶楽部』卒業。
- チアドラゴンズ2011〜2013のメンバー。（杉浦りほ名義）

## 人物
- 特技：バレエ（4歳からクラシックバレエ）、新体操（中学時代県大会4位になった経験あり）
- 長所：常に前向き
- 短所：おおざっぱ
- 自分の性格：明るい、前向き、プラス思考
- チャームポイント： ネコっぽい
- 好きな食べ物：ラムネ（お菓子）、お好み焼き（広島風）、ピザ（マルゲリータ）、たこ焼き、トマト
- 嫌いな食べ物：マヨネーズ、野菜は苦手
- 好きな色：ピンク、白
- 嫌いな色：茶色
- 好きなスポーツ：バドミントン
- 得意な料理：オムライス、スイートポテト
- 得意な楽器：アルトホルン
- 好きな球団：中日ドラゴンズ（父親の影響）
- 家族構成：父、母、弟
- 好きなキャラクター：クマのプーさん
- 好きな教科：体育、音楽
- 苦手な教科：数学、社会
- 好きな数字：1
- 好きなパン：しろぱん
- 日本全国に広めたい言葉：『りっぽん、ちゃちゃちゃ！』（手拍子に合わせて言う）
- 私の金メダル：中学時代、市の造形教育展に優秀作品出品（B.L.T.より）

## 出演

### CM
- 2000年 マクドナルド ハッピーセット オリンピック編
- 2002年 バンダイ Jeweldrop

### 演劇
- つんく♂THEATER 第四弾『あぁ 女子合唱部〜栄光のかけら〜』（2007年9月22日 - 24日） - 宮元薫子役
- つんく♂THEATER 第五弾『青春グラフィティ〜ねえ お姉さん〜』（2008年1月2日 - 14日） - 千秋役
- つんく♂THEATER 第六弾『あぁ 女子合唱部〜栄光のかけら2008〜』（2008年9月13日 - 15日） - 宮元薫子役
- つんく♂THEATER 第七弾『ヒーローの事情』（2009年1月10日 - 12日） - 佐久間しのぶ役